# Karl Obermayr

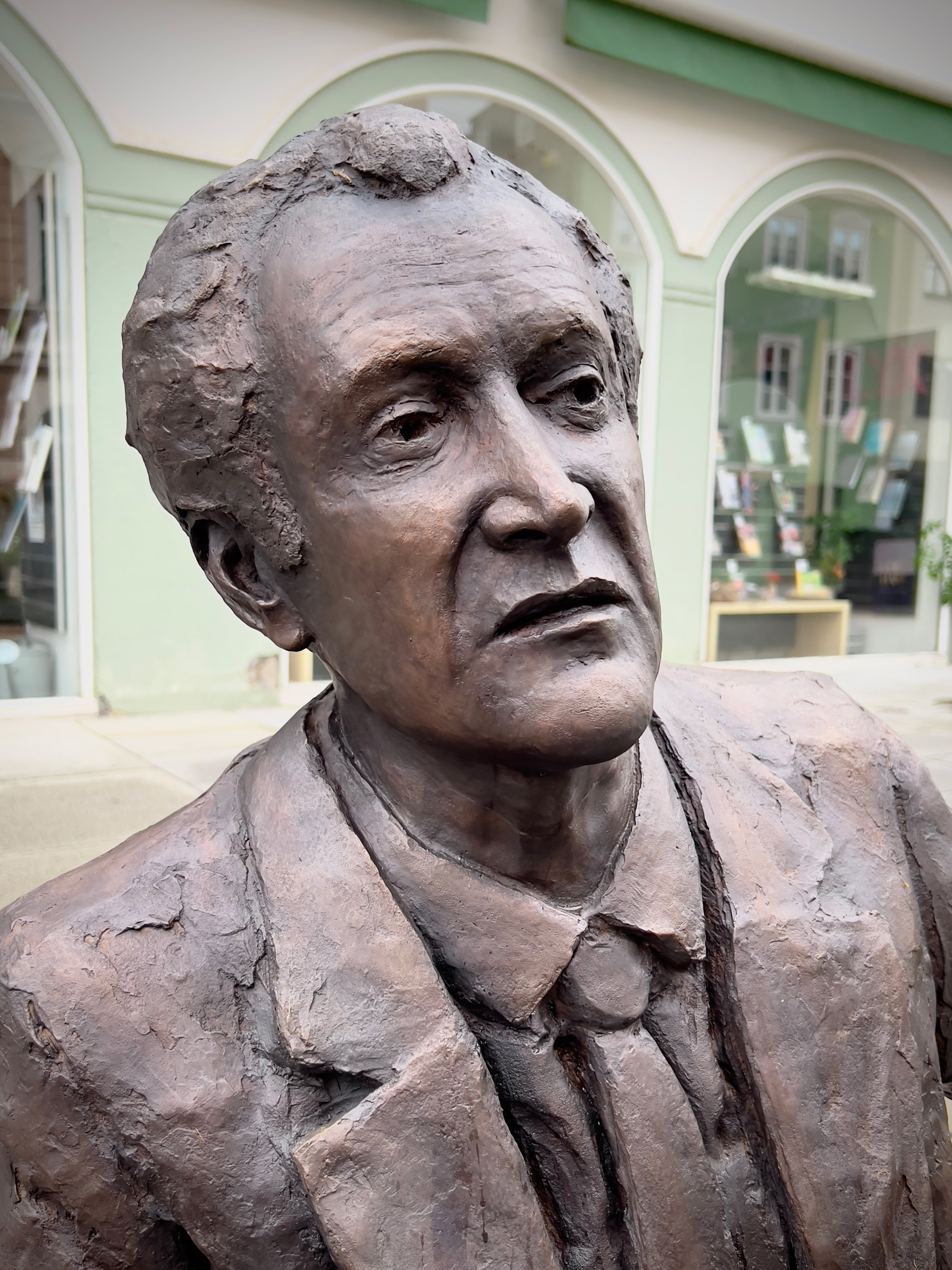
Detail des Denkmals für Karl Obermayr in Freising, realisiert von der Künstlerin Ioana Luca

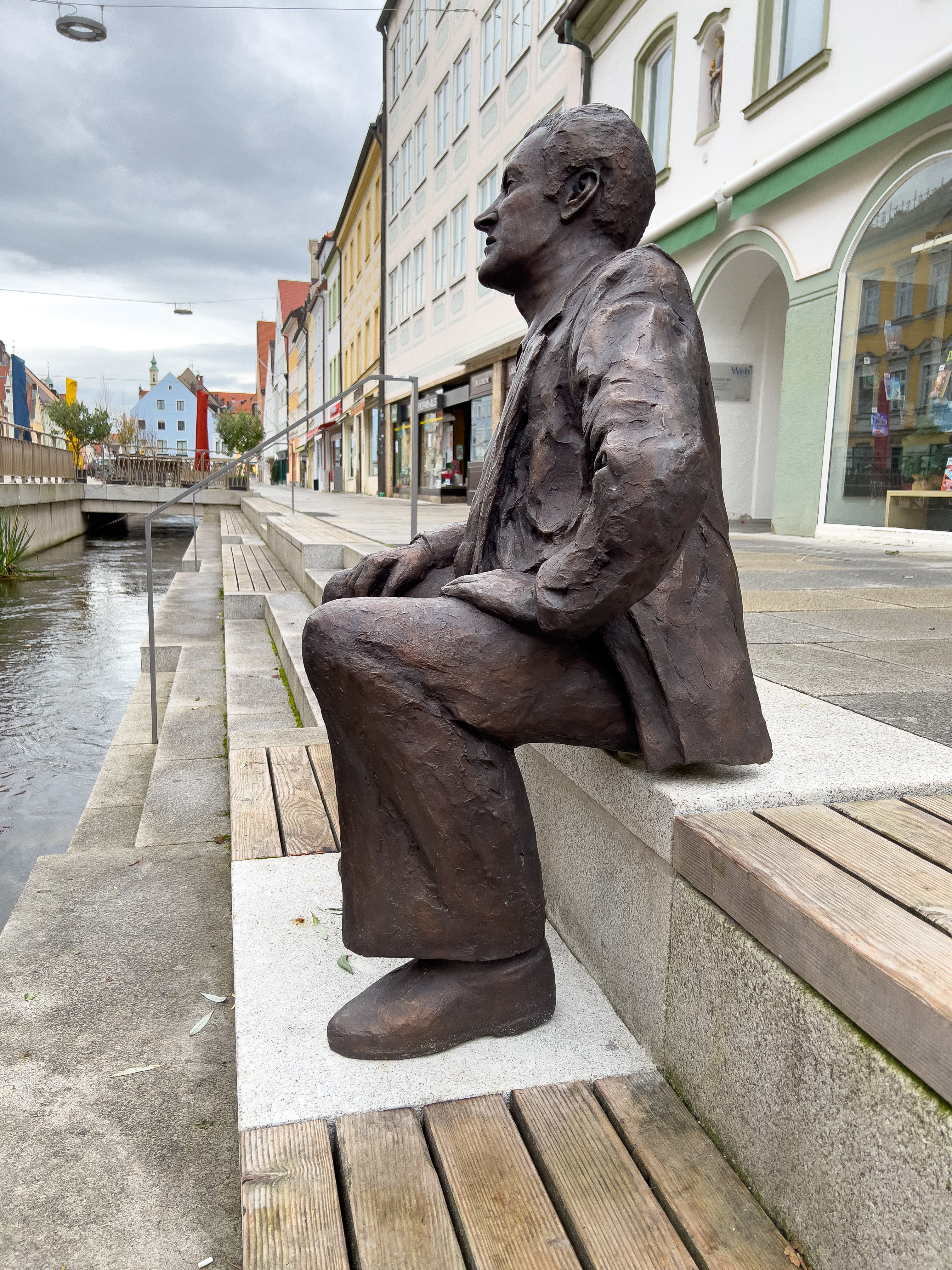
Denkmal für Karl Obermayr in Freising, in der Obere Hauptstraße; Bronzestatue von Künstlerin Ioana Luca

Karl Obermayr (* 4. April 1931 in Freising; † 3. Juni 1985 in Heidelberg) war ein deutscher Schauspieler und bayerischer Volksschauspieler.

## Leben
Karl Obermayr wurde vor allem durch sein Mitwirken in zahlreichen Fernsehserien des Bayerischen Rundfunks bekannt, darunter Der Komödienstadel, Meister Eder und sein Pumuckl als Wirt und Königlich Bayerisches Amtsgericht. 
Den größten Erfolg feierte er im Jahr 1983 mit seiner Rolle des Kriminalbeamten Manni Kopfeck an der Seite von Helmut Fischer in Helmut Dietls Kultserie Monaco Franze – Der ewige Stenz. Legendär ist auch sein Auftritt als depressiver Wirt in den Münchner Geschichten („Und dann sperr’ ma’ wieder auf und dann sperr’ ma’ wieder zua…“). Auch mit Meister Eder und sein Pumuckl stand er schon lange vor der Fernsehserie in Verbindung. In den Radiohörspielen sprach er u. a. mehrere Kunden, den Erdkundelehrer und einen Umweltverschmutzer. Auch in den LP- und MC-Hörspielen mit komplett anderen Sprechern und weniger Dialekt war er zum Beispiel als Autofahrer, als Wirt oder Eders Stammtischfreunde zu hören.
Kurz nach dem Ende der Dreharbeiten zur Fernsehserie Kir Royal, in der er einen Pfarrer bei einer Beerdigung spielte, starb Obermayr am 3. Juni 1985 in Heidelberg im Alter von 54 Jahren an einem Gehirntumor. Bis zuletzt hatte er an Die Grandauers und ihre Zeit, der Hörspielversion der Fernsehserie Löwengrube, mitgearbeitet. Ihm zu Ehren wurde die Hauptfigur in der gleichnamigen Fernsehserie mit Jörg Hube in „Karl Grandauer“ umbenannt.
Seine Grabstätte befindet sich auf dem Waldfriedhof in Freising. Am 12. Oktober 2024 wurde in Freising ein Denkmal für Karl Obermayr enthüllt. Die Bronzestatue der Künstlerin Ioana Luca sitzt an den Stufen der Moosach in der Oberen Hauptstraße.

## Filme (Auswahl)
- 1961: Doppelselbstmord (Fernsehspiel)
- 1965: Der alte Feinschmecker (Fernsehfilm)
- 1965: Die Pfingstorgel (Fernsehspiel)
- 1966: Stahlnetz: Der fünfte Mann
- 1968: Der Pfarrer von Gillbach (Fernsehspiel)
- 1969: Eros-Center Hamburg
- 1969: Die Lokalbahn (Fernsehspiel)
- 1970: Die Beichte (Fernsehfilm)
- 1971: Fegefeuer
- 1971: Mathias Kneissl (Fernsehfilm)
- 1971: Weihnachten auf dem Markt  (Fernsehfilm)
- 1971: Mord ist kein Geschäft
- 1972: Geheimagenten (Fernsehfilm)
- 1972: Plonk (Fernsehfilm)
- 1972: Josef Filser – Ein lustiges Spiel mit Ludwig Thoma und seinen Gestalten (Fernsehfilm)
- 1973: Sittengemälde (Fernsehfilm)
- 1973: Steig ein und stirb (Fernsehfilm)
- 1973: Kidnapping (Kurzfilm)
- 1974: Die Jungfrau von Orleans (Fernsehfilm)
- 1976: Sternsteinhof
- 1976: Lach mit Karl Valentin (Fernsehfilm)
- 1977: Der Hauptdarsteller
- 1978: Zwischengleis
- 1979: Der Ruepp (Fernsehfilm)
- 1979: Die letzten Jahre der Kindheit
- 1979: Die Überführung (Fernsehfilm)
- 1981: Die Rumplhanni
- 1983: Martin Luther (Fernsehfilm)
- 1983: Kehraus
- 1984: Mama Mia – Nur keine Panik
- 1984: Klein, aber mein! (Fernsehfilm)
- 1984: Eine blassblaue Frauenschrift (Fernsehfilm)
- 1985: Sterne fallen nicht vom Himmel (Fernsehfilm)

## Fernsehserien
- Der Komödienstadel
- 1964: Gewagtes Spiel (1 Folge)
- 1965–1970: Das Kriminalmuseum (4 Folgen)
- 1966: Stahlnetz (1 Folge)
- 1967: Polizeifunk ruft (1 Folge)
- 1967: Von Null Uhr Eins bis Mitternacht – Der abenteuerliche Urlaub des Mark Lissen (1 Folge)
- 1967–1970: Die seltsamen Methoden des Franz Josef Wanninger
- 1968–1972: Aktenzeichen XY... ungelöst (4 Folgen)
- 1969: Ein Sommer mit Nicole (1 Folge)
- 1969–1971: Königlich Bayerisches Amtsgericht (mit Hans Baur und Georg Blädel, 7 Folgen)
- 1971–1975: Der Kommissar (2 Folgen)
- 1972: Alpha Alpha (1 Folge)
- 1973–1976: Tatort (2 Folgen)
- 1974: Gemeinderätin Schumann (1 Folge)
- 1974–1975: Münchner Geschichten (mit Günther Maria Halmer und Therese Giehse, 4 Folgen)
- 1976: Zwickelbach & Co. (1 Folge)
- 1976: Vater Seidl und sein Sohn (1 Folge)
- 1976–1984: Derrick (2 Folgen)
- 1977: Geheimtip für Tommy
- 1977: Halbzeit
- 1977–1986: Polizeiinspektion 1 (6 Folgen)
- 1978: Der Anwalt (1 Folge)
- 1978: Wie würden Sie entscheiden? (1 Folge)
- 1978–1982: Der Alte (4 Folgen)
- 1978–1986: SOKO München (4 Folgen)
- 1980: Der ganz normale Wahnsinn (1 Folge)
- 1980: Vater Seidl und sein Sohn (1 Folge)
- 1980: Die unsterblichen Methoden des Franz Josef Wanninger (1 Folge)
- 1980–1983: Familie Meier (14 Folgen)
- 1981: ... und die Tuba bläst der Huber (1 Folge)
- 1981–1982: Fast wia im richtigen Leben (2 Folgen)
- 1982: Zeit genug (mit Toni Berger und Ernst Hannawald, 1 Folge)
- 1982: Steckbriefe (1 Folge)
- 1982–1983: Meister Eder und sein Pumuckl (Folgen: 1.01,1.17,1.19,1.26)
- 1983: Monaco Franze – Der ewige Stenz (mit Helmut Fischer und Erni Singerl, 10 Folgen)
- 1984: Der Mann, der keine Autos mochte
- 1984: Weißblaue Geschichten
- 1986: Geschichten aus der Heimat (Fernsehserie) Episode: In Gottes Namen
- 1986: Kir Royal (mit Franz Xaver Kroetz und Dieter Hildebrandt, 1 Folge)

## Hörspiele (Auswahl)
- 1972: Maximilian Vitus: Der Komödienstadel: Die drei Eisbären – Bearbeitung und Regie: Olf Fischer
- 1979–1985: Die Grandauers und ihre Zeit